# Туркменский государственный цирк
Туркменский государственный цирк (туркм. Türkmenistanyň Döwlet Sirki) находится на проспекте Махтумкули в городе Ашхабаде. Вместимость зала цирка — 1700 мест. Находится в ведении Министерства культуры Туркменистана.

## История
Здание цирка было построено в 1979—1984 годах по проекту Арифа Зейналова.
Уникальность данного сооружения состоит в том, что здание безопорное и имеет чешуйчатое покрытие, выдерживающее землетрясение 9 баллов по шкале Рихтера. 
Это работа молодого туркменского учёного Базарова Аннагельды, на основании его кандидатской диссертации, защищённой в 1975 году в азербайджанском Политехническом институте. По этому же проекту построены цирки в Бишкеке (Киргизия) и Душанбе (Таджикистан).
В 2001 году Сапармурат Ниязов упразднил балет, а также оперу, цирк, Национальный ансамбль народного танца. «Я не понимаю балет, — заметил он. — Зачем он мне? …Нельзя привить туркменам любовь к балету, если у них в крови его нет»..
В 2008 году следующий президент Туркменистана Гурбангулы Бердымухамедов снял запрет на оперу и цирк, введённый его предшественником. Указом президента был создан Государственный цирк Туркменистана, которому было передано старое здание цирка, построенное при СССР
Реконструкция старого двухэтажного здания Туркменского государственного цирка началось в июне 2008 года турецкой компанией «EFOR». В октябре 2009 года Туркменский государственный цирк открылся с первым представлением. Стоимость реконструкции составила 17,9$ млн. Здание сохранило свой уникальный архитектурный облик и высокохудожественные мозаичные панно, но было облицовано белым мрамором и гранитом. Фойе, арена, зрительские места, цирковое оборудование, вольеры для зверей и другие объекты так же полностью обновлены. На куполе цирка был установлен шестнадцатиметровый флагшток с флагом Туркменистана.
В 2010 году была открыта школа-студия для обучения цирковому искусству.

## Гастроли
В 2012 году прошли первые зарубежные гастроли Государственного цирка Туркменистана в Минске. В 2013 году туркменские циркачи получили золото циркового фестиваля «Идол» в Москве.
Трижды Ашхабад с гастролями посетил Большой Московский Государственный цирк, в январе 2014 года Большой Варшавский цирк.